# Palcoco Litoral
Palcoco Litoral ist eine Ortschaft im Departamento La Paz im Hochland des südamerikanischen Anden-Staates Bolivien.

## Lage im Nahraum
Palcoco Litoral ist eine Streusiedlung, die noch 2001 als Subkanton Sindicato Agrario Palcoco mit den Ortschaften („localidades“) Zona Andina, Zona Litoral, Zona Río Arriba und Condoriri in der Statistik der Volkszählung geführt wurde. Sie ist heute zweitgrößte Gemeinde des Kanton Palcoco im Municipio Pucarani in der Provinz Los Andes am rechten, westlichen Ufer des Río Sehuenca, einem direkten Zufluss zum Titicacasee. Das Zentrum der Ortschaft liegt auf einer Höhe von 3980 m zwanzig Kilometer südöstlich des Titicacasees.

## Geographie
Palcoco Litoral liegt auf der bolivianischen Hochebene zwischen den Anden-Gebirgsketten der Cordillera Occidental im Westen und der Cordillera Central im Osten. Die Region weist ein ausgeprägtes Tageszeitenklima auf, bei dem die mittleren Temperaturschwankungen im Tagesverlauf deutlicher ausfallen als im Jahresablauf.
Die Jahresdurchschnittstemperatur der Region liegt bei 9 °C, die mittleren Monatswerte schwanken nur unwesentlich zwischen 6 °C im Juli und 10 °C im November und Dezember (siehe Klimadiagramm Batallas). Der Jahresniederschlag beträgt etwa 600 mm, die Monatsniederschläge liegen zwischen unter 15 mm in den Monaten Juni bis August und zwischen 100 und 120 mm von Dezember bis Februar.

## Verkehrsnetz
Palcoco Litoral liegt in einer Entfernung von 45 Straßenkilometern nordwestlich von La Paz, der Hauptstadt des gleichnamigen Departamentos.
Von La Paz führt die Nationalstraße Ruta 2 über El Alto und Villa Vilaque in nordwestlicher Richtung bis Patamanta und Palcoco und von dort weiter über Batallas und Huarina nach Copacabana am Titicacasee.
Nach der Überquerung des Río Sehuenca (auch Río Condoriri) biegt einen Kilometer hinter Palcoco eine unbefestigte Landstraße nach Norden ab, die nach einem weiteren Kilometer das Zentrum der Streusiedlung erreicht.

## Bevölkerung
Die Einwohnerzahl der Gemeinde ist im vergangenen Jahrzehnt leicht zurückgegangen:
| Jahr | Einwohner         | Quelle       |
| ---- | ----------------- | ------------ |
| 1992 | keine Detaildaten | Volkszählung |
| 2001 | 715               | Volkszählung |
| 2012 | 676               | Volkszählung |
| 2024 |                   | Volkszählung |

Die Region weist einen hohen Anteil an Aymara-Bevölkerung auf, im Municipio Pucarani sprechen 96,7 Prozent der Bevölkerung Aymara.